# Neumichtis punctisigna
Neumichtis punctisigna är en fjärilsart som beskrevs av Walker 1857. Neumichtis punctisigna ingår i släktet Neumichtis och familjen nattflyn. Inga underarter finns listade i Catalogue of Life.